# Zug Open 2022
Lo Zug Open 2022 è stato un torneo maschile di tennis professionistico. È stata la 1ª edizione del torneo, facente parte della categoria Challenger 125 nell'ambito dell'ATP Challenger Tour 2022, con un montepremi di 134 920 €. Si è svolto dal 25 al 31 luglio 2022 sui campi in terra rossa del Tennisclub Zug di Zugo, in Svizzera.

## Partecipanti

### Teste di serie
| Nazionalità | Giocatore             | Ranking* | Testa di serie |
| ----------- | --------------------- | -------- | -------------- |
| Svizzera    | Marc-Andrea Hüsler    | 99       | 1              |
| Argentina   | Juan Manuel Cerúndolo | 110      | 2              |
| Germania    | Jan-Lennard Struff    | 122      | 3              |
| Argentina   | Facundo Mena          | 130      | 4              |
| Rep. Ceca   | Zdeněk Kolář          | 137      | 5              |
| Italia      | Gianluca Mager        | 141      | 6              |
| Germania    | Mats Moraing          | 142      | 7              |
| Brasile     | Felipe Meligeni Alves | 144      | 8              |

* Ranking al 18 luglio 2022.

### Altri partecipanti
I seguenti giocatori hanno ricevuto una wild card per il tabellone principale:
- Kilian Feldbausch
- Jérôme Kym
- Johan Nikles

Il seguente giocatore è entrato in tabellone come special exempt:
- Harold Mayot

I seguenti giocatori sono passati dalle qualificazioni:
- Lorenzo Giustino
- Maximilian Neuchrist
- Ugo Blanchet
- Viktor Durasovic
- Kimmer Coppejans
- Ernests Gulbis

I seguenti giocatori sono entrati in tabellone come lucky loser:
- Yshai Oliel
- Otto Virtanen

## Campioni

### Singolare
Dominic Stricker ha sconfitto in finale  Ernests Gulbis con il punteggio di 5–7, 6–1, 6–3.

### Doppio
Zdeněk Kolář /  Adam Pavlásek hanno sconfitto in finale  Karol Drzewiecki /  Patrik Niklas-Salminen con il punteggio di 6–3, 7–5.